# Neuer Markt (Berlin)
Der Neue Markt war nach dem Molkenmarkt der zweitälteste innerstädtische Berliner Marktplatz im früher dicht besiedelten Marienviertel in Alt-Berlin im heutigen Ortsteil Mitte. Er lag zwischen der Marienkirche und der Spandauer Straße.

## Geschichte

### Entwicklung seit dem 13. Jahrhundert

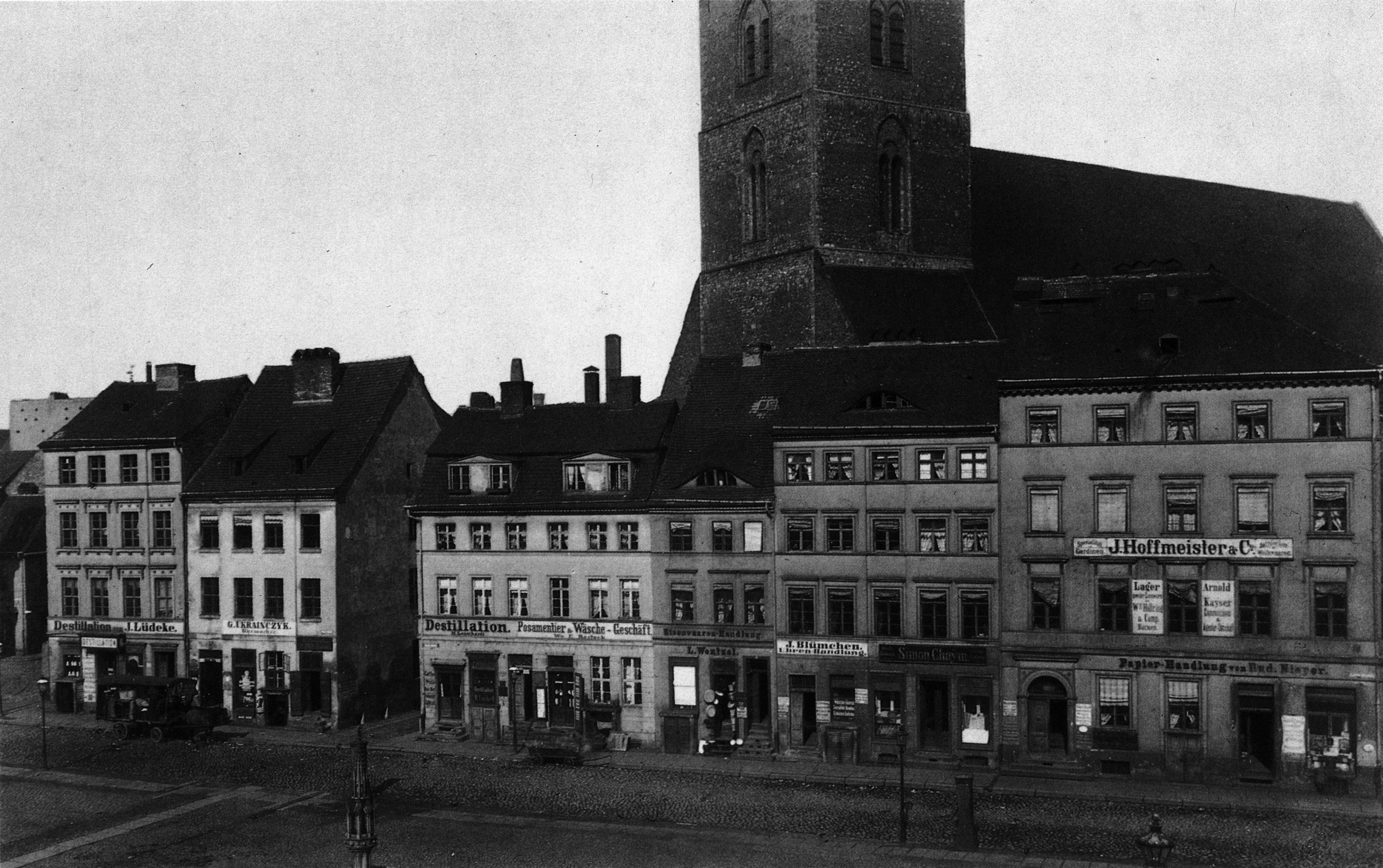
Neuer Markt und Marienkirche um 1880

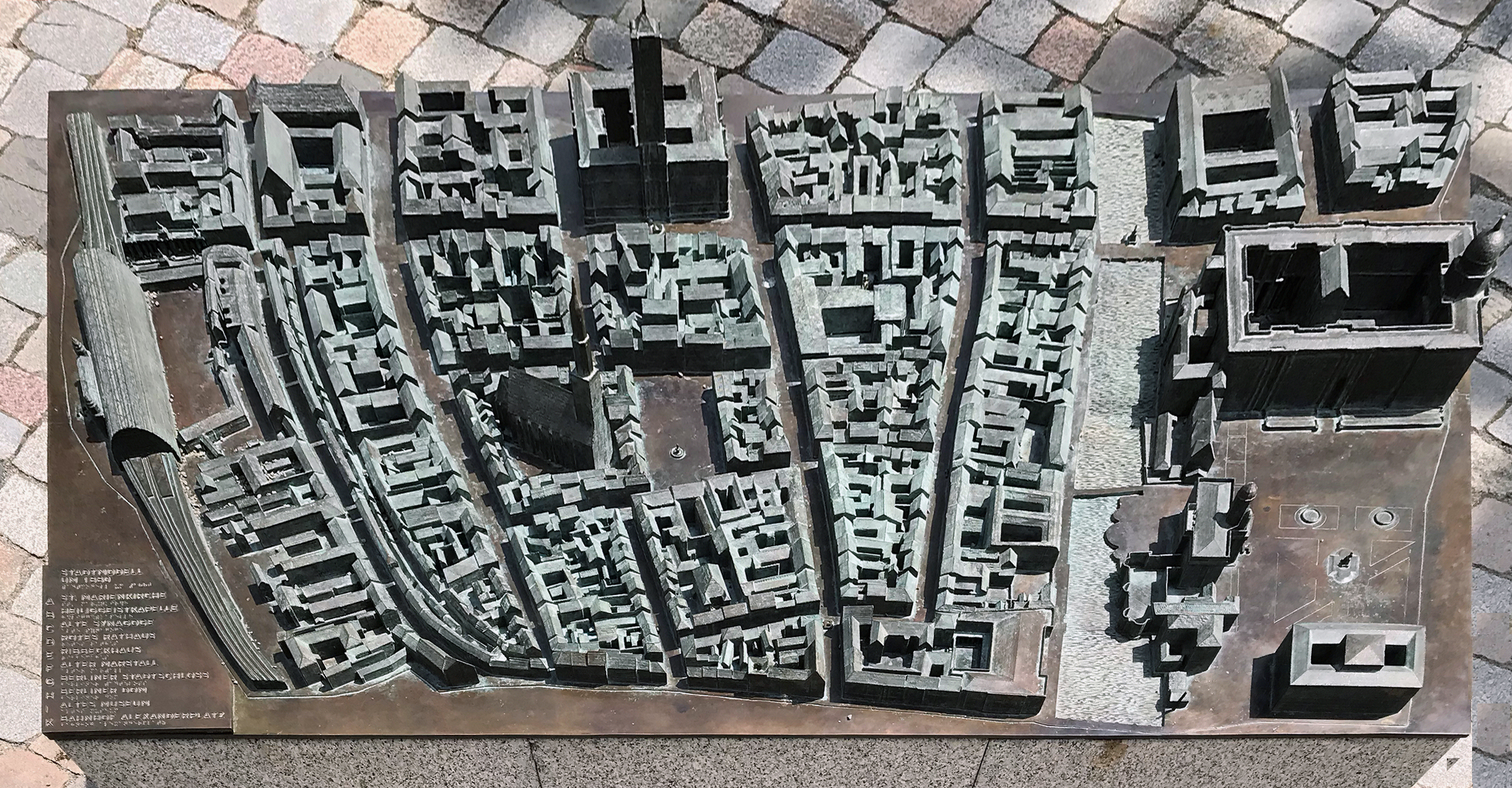
Stadtmodell mit Marienviertel und Heilige-Geist-Viertel um 1880, links der Bahnhof Alexanderplatz, rechts das Berliner Schloss, in der Bildmitte der Neue Markt, links daneben die Marienkirche

Die urkundliche Erwähnung des Neuen Marktes geht in das Jahr 1292 zurück, als die Marienkirche erstmals als „Kirche am Neuen Markt“ erwähnt wurde. Vor dieser Zeit, etwa um 1250, weitete sich die aus Berlin und Cölln gegründete Doppelstadt Berlin nach Nordwesten hin aus, wahrscheinlich die erste Stadterweiterung. Das Zentrum Alt-Berlins war bis dahin der Alte Markt, der später als Molkenmarkt bekannt wurde. Dieser reichte jedoch in seiner Fläche nicht mehr aus und ein zweiter Marktplatz, der Neue Markt, wurde angelegt. Das Ende dieser beiden Handelsplätze kam 1886, als die Zentralmarkthalle am Alexanderplatz eröffnete. Der Neue Markt existierte als Platz bis zur völligen Neugestaltung des Stadtzentrums in den 1960er Jahren.
Am Neuen Markt befand sich bis etwa 1720 das Hochgericht. 1324 wurde der Bernauer Propst Nikolaus von wütenden Berlinern gelyncht. Sie lehnten sich gegen den Papst um dessen Landesherrschaft auf und wurden dafür von Papst Johannes XXII. mit dem Kirchenbann bestraft, der erst 1347 wieder aufgehoben wurde. Das weiße Sühnekreuz neben dem Portal der Marienkirche zeugt davon. Am 27. April 1458 wurde der Schneider Matthäus Hagen wegen Ketzerei auf dem Scheiterhaufen hingerichtet. Zudem sind zahlreiche Judenhinrichtungen verbürgt.

### Umgestaltung ab 1885
Mit der Errichtung der Zentralmarkthalle am Alexanderplatz 1886 wurde der Neue Markt von einem geruchsintensiven Marktplatz in einen repräsentativen hauptstädtischen Schmuckplatz umgewandelt. Zu dieser stadtgestalterischen Aufwertung musste die nördliche Häuserreihe des Neuen Marktes, die den Anblick der Marienkirche von Süden bis dahin verstellte, abgerissen werden. Um 1900 stand die Marienkirche frei zum Platz mit dem neu errichteten Lutherdenkmal davor. Grünanlagen gaben dem neu gestalteten Platz zusätzlich einen hohen Erholungswert inmitten der verdichteten Innenstadt.
Das wilhelminische Berlin, konkurrierend mit Paris, London und Rom, inszenierte städtebaulich und gestalterisch Pracht, Monumentalität und Modernität. Das Moderne äußerte sich besonders in großangelegten infrastrukturellen Maßnahmen, wie dem Neubau der Kaiser-Wilhelm-Straße (seit 1950: Karl-Liebknecht-Straße), die in den Jahren 1887 und 1888 als repräsentative Fortsetzung der Straße Unter den Linden zum Stadtteil Alt-Berlin bis zur Münzstraße angelegt wurde. Im Zuge dieser Baumaßnahme wurde auch die westliche Häuserreihe an der Marienkirche abgerissen, um den Sakralbau von dieser Seite ebenfalls monumental in Szene zu setzen. So ergab sich eine völlig neue Platzform, die die bisherige langgestreckt-rechteckige Form auflöste.

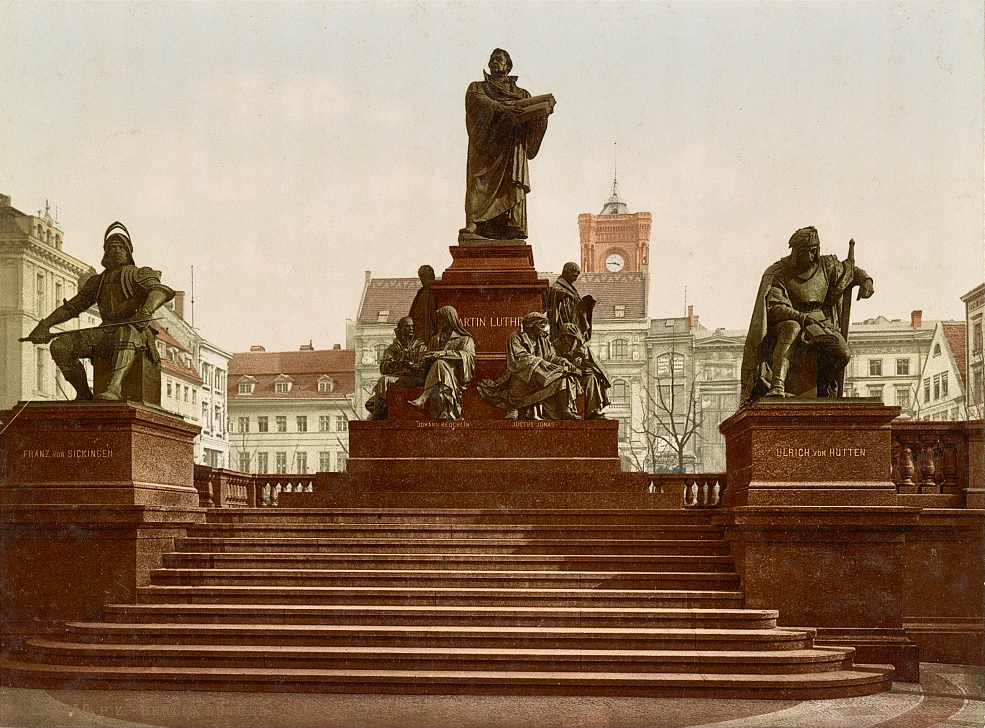
Lutherdenkmal am Neuen Markt, ca. 1900

Nach dem Tod des Bildhauers Paul Otto wurde 1893 dem Bildhauer Robert Toberentz (1849–1895) die Vollendung des Lutherdenkmals mit der dreieinhalb Meter hohen Standfigur des Reformators auf dem Neuen Markt übertragen. Nach dem Einschmelzen sämtlicher Begleitfiguren der Denkmalsanlage vor Kriegsende und der Zerstörung des Platzes im Zweiten Weltkrieg wurde die Luther-Figur in der Stephanus-Stiftung in Berlin-Weißensee aufgestellt. Die Begleitfiguren am Sockel, Melanchthon, Bugenhagen, Spalatin, Cruciger, Reuchlin, Jonas, von Sickingen und von Hutten, sind nicht mehr vorhanden. Die Rückführung des Denkmals an die Nordseite der Marienkirche in die Nähe seines ursprünglichen Standortes fand im Oktober 1989, kurz vor dem Fall der Berliner Mauer statt.

### Situation seit 1970
Der Neue Markt wurde Ende der 1960er Jahre in den als begrünte Freifläche neugestalteten weiträumigen Bereich zwischen der Karl-Liebknecht-Straße, der Spandauer Straße und der Rathausstraße einbezogen und ist als eigenständiger Platz im heutigen Stadtgrundriss nicht mehr ersichtlich. Das Gelände wurde durch Aufschüttungen um etwa 1 1⁄2 Meter höher gelegt, wobei der Höhenunterschied im Bereich der nunmehr über hinabführende Stufen erreichbaren und seitdem „tiefergelegt“ wirkenden Marienkirche erkennbar ist. Die bis über das Erdgeschoss zugeschütteten und planierten Reste der für die Stadtumgestaltung abgerissenen Gebäude liegen unter dem heutigen Pflaster. Mit der städtebaulichen Neugestaltung und der Enteignung des Privateigentums an Grund und Boden wurden zahlreiche nur kriegsbeschädigte Gebäude, die bis Ende der 1960er Jahre in Funktion waren, abgerissen und das Stadtbild völlig verändert.

### Planungen des Senates und des Bezirks Mitte von Berlin
Das Areal des ehemaligen Neuen Marktes soll nach dem Willen des Senats bis 2017 umgestaltet werden. Das Lutherdenkmal, das bislang nördlich der Marienkirche in der kleinen Grünanlage steht, soll zum 500. Jubiläum der Reformation wieder an seinen angestammten Platz auf dem Neuen Markt zurückkehren. Die historische Bebauung rund um den Markt soll mit Bändern aus Cortenstahl nach den Plänen des Büros Levin-Monsigny nachgezeichnet werden.
Während Anhänger der städtebaulichen Moderne durch die Pläne eine Beeinträchtigung der Gestaltung des „Großen Freiraums“ zwischen Berliner Fernsehturm und Spree aus DDR-Zeit fürchten, befürworten Andere eine städtebauliche Annäherung an das historische Vorbild des Ortes.
An der Westseite des Neuen Marktes zur Spandauer Straße hin soll auf dem früheren Grundstück Spandauer Straße 68, dem Ort des ehemaligen Hauses der Familie Moses Mendelssohn, nach den Plänen des israelischen Künstlers Micha Ullman ein Denkmal für den Philosophen entstehen.